# Paul Shabangu
Paul Shabangu (* vermutlich 1943) war Übergangs-Premierminister von Swasiland in der Zeit vom 29. September bis 26. November 2003. Vorher war er Privatsekretär des Königs. Außerdem arbeitete er für die Polizei. Die Regierung führte er zeitweise von einem Hotelzimmer in Tokio aus.